# Kecamatan Pardasuka
Kecamatan Pardasuka är ett distrikt i Indonesien.   Det ligger i provinsen Lampung, i den västra delen av landet, 230 km väster om huvudstaden Jakarta.